# Ófunato
Ófunato (rusky 大船渡市) je město v prefektuře Iwate v Japonsku. K roku 2019 v něm žilo přes pětatřicet tisíc obyvatel.

## Poloha
Ófunato leží v oblasti Sanrického pobřeží Tichého oceánu v oblasti Tóhoku. Nachází se jihovýchodně od Morioky a severovýchodně od Sendai. Na severu sousedí Ófunato s Kamaiši, na severovýchodě se Sumitou a na jihovýchodě s Rikuzentakatou.
U města se nachází národní park Sanriku Fukkó.

## Dějiny
Výrazný rozvoj oblasti začíná v třicátých letech dvacátého století s výstavbou cementárny využívající zdejší vápenec.
V roce 1952 vzniká moderní město Ófunato sloučení dvou městeček a pěti vesnic.
V roce 2011 bylo Ófunato jedním z nejzničenějších měst postižených zemětřesením a cunami.

### Rodáci
- Kentu Macuda (* 1984), fotbalista